# لقواولة (لبراكة)
لقواولة هو دُوَّار يقع بجماعة لعطاطرة، إقليم سيدي بنور، جهة الدار البيضاء سطات في المملكة المغربية. ينتمي الدوّار لمشيخة لبراكة التي تضم 9 دواوير. يقدر عدد سكانه بـ 1176 نسمة حسب الإحصاء الرسمي للسكان والسكنى لسنة 2004.

## روابط خارجية
- البوابة الوطنية للجماعات الترابية نسخة محفوظة 12 مارس 2018 على موقع واي باك مشين.
- المندوبية السامية للتخطيط